# Jan Lorentzon
Jan Åke (Janne) Lorentzon, född 22 maj 1940 i Nyköpings Östra församling, död 13 oktober 2022 i Pelarne distrikt i Vimmerby kommun, var en svensk sportjournalist. Han var sedan kanalklyvningen 1969 verksam på Sveriges Television som reporter på sportredaktionen. Lorentzon kommenterade  friidrott mellan 1971 och 1987 men dessutom fäktning, volleyboll och boxning. Senare var han mest känd för sina målsammandrag från de internationella fotbollsligorna i söndagskvällarnas Sportspegeln. Sportbladets Marcus Leifby utsåg honom 2011 till en av de fem bästa programledarna för Sportspegeln.
Sedan Lorentzon gick i pension 2005 fortsatte han för Sportnytt och Sportspegeln på deltid långt in på 2010-talet.
Dokumentärfilmaren och författaren Pär Lorentzson var hans bror.